# Lista siturilor arheologice din județul Mureș - E
Lista siturilor arheologice din județul Mureș - E conține toate siturile arheologice din județul Mureș înscrise în Repertoriul Arheologic Național (RAN) și aflate în localități al căror nume începe cu litera E. RAN este administrat de Ministerul Culturii și Patrimoniului Național și cuprinde date științifice, cartografice, topografice, imagini și planuri, precum și orice alte informații privitoare la zonele cu potențial arheologic, studiate sau nu, încă existente sau dispărute.
Puteți căuta un sit din localitățile care încep cu litera E folosind formularul de mai jos sau puteți naviga prin toate siturile din județ la Lista siturilor arheologice din județul Mureș.
| Cod RAN                                | Denumire | Localitate                  | Adresă                       | Datare                       | Descoperit | Coordonate                                    | Imagine           | Erori            |
| -------------------------------------- | --- | --------------------------- | ---------------------------- | ---------------------------- | ---------- | --------------------------------------------- | ----------------- | ---------------- |
| 116607.01.01 (Cod LMI: MS-I-s-A-15375) | Fortificația medievală de la Eremitu - "Cetatea Vital" / ansamblu anonim (Categorie: fortificație) (Tip: Fortificație) | sat Eremitu, comuna Eremitu | Cetatea Vital (Vityalvàra)   | sec. XII d.Hr.               |            | 46°42′00″N 24°57′30″E / 46.7°N 24.95833°E     | Încărcați imagine | Raportați eroare |
| 116607.02.01 (Cod LMI: MS-I-s-B-15376) | Burgus-ul roman de la Eremitu (cetatea Tompa) / ansamblu anonim (Categorie: fortificație) (Tip: Burgus)                | sat Eremitu, comuna Eremitu | Cetatea Mare și Cetatea Mică |                              |            | 46°49′30″N 24°47′00″E / 46.825°N 24.78333°E   | Încărcați imagine | Raportați eroare |
| 116661.01.01                           | Situl preistoric de la Ernei - "Carieră" / ansamblu anonim (Categorie: locuire civilă) (Tip: Așezare)                  | sat Ernei, comuna Ernei     | Carieră                      |                              | 2004       | 46°37′00″N 24°38′00″E / 46.61666°N 24.63333°E | Încărcați imagine | Raportați eroare |
| 116661.01.02                           | Situl preistoric de la Ernei - "Carieră" / ansamblu anonim (Categorie: locuire civilă) (Tip: Așezare)                  | sat Ernei, comuna Ernei     | Carieră                      | Wietenberg                   | 2004       | 46°37′00″N 24°38′00″E / 46.61666°N 24.63333°E | Încărcați imagine | Raportați eroare |
| 116661.01.03                           | Situl preistoric de la Ernei - "Carieră" / ansamblu anonim (Categorie: locuire civilă) (Tip: Așezare)                  | sat Ernei, comuna Ernei     | Carieră                      | Noua                         | 2004       | 46°37′00″N 24°38′00″E / 46.61666°N 24.63333°E | Încărcați imagine | Raportați eroare |
| 116661.01.04                           | Situl preistoric de la Ernei - "Carieră" / ansamblu anonim (Categorie: locuire civilă) (Tip: Așezare)                  | sat Ernei, comuna Ernei     | Carieră                      | Gáva                         | 2004       | 46°37′00″N 24°38′00″E / 46.61666°N 24.63333°E | Încărcați imagine | Raportați eroare |
| 116661.01                              | Situl preistoric de la Ernei - "Carieră" / ansamblu anonim (Categorie: locuire civilă) (Tip: Așezare)                  | sat Ernei, comuna Ernei     | Carieră                      | Sântana de Mureș - Cerneahov | 2004       | 46°37′00″N 24°38′00″E / 46.61666°N 24.63333°E | Încărcați imagine | Raportați eroare |
| 116607.03                              | Topor eneolitic la Eremitu - "Șesul Stejarului" (Categorie: descoperire izolată) (Tip: obiect izolat)                  | sat Eremitu, comuna Eremitu | Șesul Stejarului             |                              |            |                                               | Încărcați imagine | Raportați eroare |
| 115628.01.01                           | Necropola de incinerație de la Ercea / ansamblu anonim (Categorie: descoperire funerară) (Tip: Necropolă)              | sat Ercea, comuna Băla      |                              |                              |            |                                               | Încărcați imagine | Raportați eroare |
| 116607.05.01                           | Ruinele cetății Vityal de la Eremitu / ansamblu Ruinele cetății Vityal (Categorie: fortificație) (Tip: Cetate)         | sat Eremitu, comuna Eremitu |                              | sec. XIV - XVI d.Hr.         |            |                                               | Încărcați imagine | Raportați eroare |